# Миёта
Миёта (яп. 御代田町 Миёта-мати) — посёлок в Японии, находящийся в уезде Китасаку префектуры Нагано. Площадь посёлка составляет 58,78 км², население — 15 107 человек (1 августа 2014), плотность населения — 257,01 чел./км².

## Географическое положение
Посёлок расположен на острове Хонсю в префектуре Нагано региона Тюбу. С ним граничат города Коморо, Саку, посёлок Каруидзава и село Цумагои.

## Население
Население посёлка составляет 15 107 человек (1 августа 2014), а плотность — 257,01 чел./км². Изменение численности населения с 1980 по 2005 годы:
| 1980 | 9851 чел.   |  |
| 1985 | 11 260 чел. |  |
| 1990 | 11 895 чел. |  |
| 1995 | 12 573 чел. |  |
| 2000 | 13 412 чел. |  |
| 2005 | 14 124 чел. |  |

## Символика
Деревом посёлка считается тис остроконечный, цветком — Lilium auratum.